# Ненхаузен
Ненхаузен (њем. Nennhausen) општина је у њемачкој савезној држави Бранденбург. Једно је од 26 општинских средишта округа Хафеланд. Према процјени из 2010. у општини је живјело 1.941 становника. Посједује регионалну шифру (AGS) 12063212.

## Географски и демографски подаци
Ненхаузен се налази у савезној држави Бранденбург у округу Хафеланд. Општина се налази на надморској висини од 35 метара. Површина општине износи 88,8 km². У самом мјесту је, према процјени из 2010. године, живјело 1.941 становника. Просјечна густина становништва износи 22 становника/km².